# Gmina Mikołajki Pomorskie
Die Gmina Mikołajki Pomorskie ist eine Landgemeinde im Powiat Sztumski der Woiwodschaft Pommern in Polen. Ihr Sitz ist das gleichnamige Dorf (deutsch: Niklaskirchen) mit etwa 1400 Einwohnern.

## Gliederung
Zur Landgemeinde Mikołajki Pomorskie gehören 14 Orte (deutsche Namen bis 1945) mit einem Schulzenamt:
| - Cieszymowo (Teschendorf) - Dąbrówka Pruska (Preußisch Damerau) - Dworek (Höfchen) - Kołoząb (Kollosomp, 1938–1945: Kalsen) - Krasna Łąka (Schönwiese) - Krastudy (Krastuden) - Mikołajki Pomorskie (Niklaskirchen) | - Mirowice (Mirahnen) - Nowe Minięta - Perklice (Pirklitz) - Pierzchowice (Portschweiten) - Sadłuki (Sadluken, 1938–1945: Sadlacken) - Stążki (Stangenberg) - Wilczewo (Wilczewo, 1938–1945: Wilzen) |

Weitere Ortschaften der Gemeinde sind Balewko (Klein Baalau), Balewo (Groß Baalau, 1939–1945: Baalau), Cierpięta (Czerpienten, 1908–1938: Karpangen, 1939–1945: Carpangen), Kołoząb Mały, Linki (Linken) und Namirowo (Klein Baumgarth).

## Söhne und Töchter (Auswahl)
- Heinrich von Rittberg (1823–1897), Großgrundbesitzer, Verwaltungsbeamter und Politiker.